# Linus Lundqvist
Linus Lundqvist, né le 26 mars 1999 à Tyresö, est un pilote automobile suédois. Il est engagé en Indycar Series chez Chip Ganassi Racing. Il a précédemment participé au championnat Indy Lights avec Dale Coyne Racing, qu'il remporte en 2022. Il est également champion de la Formule Régionale des Amériques en 2020.

## Carrière

### Championnat de Formule 3 Britannique
Lundqvist fait ses débuts en Formule 3 britannique en juillet 2017 avec Double R. Il participe à la manche se déroulant à Spa-Francorchamps. Il termine la première course en seizième position. Le Suédois franchit la ligne d'arrivée de la seconde course en neuvième position, devant Jamie Chadwick. Pour sa troisième et dernière course de la saison, il termine septième. Il termine la saison en vingt-et-unième position, avec 32 points. L'année suivante, il renouvelle son contrat avec Double R. Dès la première course de l'année, il remporte sa première victoire dans le championnat. Lors de la deuxième course à Oulton, il termine huitième derrière Clément Novalak. Il remporte le championnat avec 531 points, devant Nicolai Kjærgaard.

### Euroformula Open
Lundqvist débute en 2019 avec l'Euroformula Open Winter Series, avec Campos Racing. Il termine la première course en quatrième position. Il remporte la seconde, devant Christian Hahn et Teppei Natori.
Dans la suite de la saison, il participe avec Double R Racing sur la saison complète d'Euroformula open. Lors de la première course sur le circuit Paul Ricard, il termine quatrième, derrière Yuki Tsunoda et Lukas Dunner. Lors de la seconde course, il termine cinquième, derrière Liam Lawson.Il franchit la ligne de la seconde course sur le circuit du Red Bull Ring en troisième position.

### Indy Light
Sacré champion en Formule Régionale d'Amérique, il rejoint le championnat Indy Lights. Le 19 janvier 2021, il est annoncé que Lundqvist rejoint Globar Racing Group & HMD Motorsports. Dès sa première course dans la catégorie, sur le Barber Motorsports Park en Alabama, il remporte la course devant Benjamin Pedersen. Il termine la saison au troisième rang du championnat avec trois victoires, onze podiums et trois pôles positions, pour un total de 418 points. Pour la saison 2022, il  s'engage de nouveau avec HMD en roulant pour Dale Coyne Racing. Il remporte le championnat avec 575 points et cent points d'avance sur Sting Ray Robb.

## Indycar Series

### 2023
Le 1er septembre 2023, il est officialisé pour le reste de la saison chez Meyer Shank Racing, à la suite de l'accident de Simon Pagenaud. Sur ses trois courses, il réalise sa meilleure performance lors de la seconde course disputée sur l'Indianapolis Motor Speedway avec une douzième position. 

### 2024
Grâce à ses bonnes performances en 2023, il passe l'année suivante chez Chip Ganassi Racing, dans la voiture no 8. Il décroche la pole position du Grand Prix automobile d'Elkhart Lake. Lors du Grand Prix disputé sur le Barber Motorsports Park, il se classe en troisième position, derrière Will Power. Il termine la saison en seizième position avec 279 points et le titre de Rookie of the Year.

## Synthèse des résultats

### Résultats en karting
| Saison | Championnat                              | Ecurie         | Classement |
| ------ | ---------------------------------------- | -------------- | ---------- |
| 2009   | MKR Series Sweden — Formula Micro        | Södertälje KRC | 10e        |
| 2010   | MKR Series Sweden — Formula Micro        | Södertälje KRC | 1er        |
| 2010   | Swedish Cup — Formula Mini               | Södertälje KRC | 4e         |
| 2010   | Götesborgs Stora Pris — Formula Micro    |                | 10e        |
| 2011   | Swedish Karting Championship — Junior 60 |                | 5e         |
| 2011   | MKR Series Sweden — Formula Mini         | Södertälje KRC | 1er        |
| 2011   | Juniorfestivalen — Formula Mini          |                | 2e         |
| 2011   | ROK Cup International Final — Mini ROK   |                | 33e        |
| 2012   | Swedish Karting Championship — KF3       |                | 11e        |
| 2012   | Rotax Max Challenge Sweden — Junior      |                | 6e         |
| 2012   | ROK Cup International Final — Junior ROK |                | 32e        |
| 2013   | Trofeo Andrea Margutti — KF3             | Ward Racing    | 13e        |
| 2013   | Swedish Karting Championship — KFJ       | Ward Racing    | 3e         |
| 2013   | NEZ Championship — KF3                   | Ward Racing    | 6e         |
| 2013   | Tom Trana Trophy — KF3                   |                | 4e         |
| 2013   | Götesborgs Stora Pris — KF3              |                | 26e        |
| 2013   | FIA Karting European Championship — KFJ  |                | 29e        |
| 2014   | Trofeo Andrea Margutti — KF              | Ward Racing    | 17e        |
| 2014   | Swedish Karting Championship — KF        | Ward Racing    | 11e        |
| 2014   | FIA Karting European Championship — KF   | Ward Racing    | 24e        |
| 2014   | CIK-FIA Karting World Championship — KF  | Ward Racing    | 14e        |

### Résultats en monoplace
| Saison    | Championnat                                 | Écurie                                   | Courses | Victoires | Pole positions | Meilleurs tours | Podiums | Points | Classement |
| --------- | ------------------------------------------- | ---------------------------------------- | ------- | --------- | -------------- | --------------- | ------- | ------ | ---------- |
| 2015      | Formula Renault 1.6 Nordic Series           | Team TIDÖ                                | 15      | 0         | 0              | 4               | 5       | 150    | 4e         |
| 2015      | Formula Renault 1.6 NEZ Championship        | Team TIDÖ                                | 4       | 0         | 0              | 1               | 4       | 66     | 3e         |
| 2016      | Formula STCC Nordic Series                  | LL Junior Team                           | 14      | 10        | 8              | 10              | 13      | 319    | Champion   |
| 2016      | Formula STCC NEZ Championship               | LL Junior Team                           | 4       | 3         | 2              | 2               | 4       | 90     | Champion   |
| 2017      | Championnat de Grande-Bretagne de Formule 4 | Double R Racing                          | 30      | 5         | 5              | 9               | 13      | 306,5  | 5e         |
| 2017      | Championnat de Grande-Bretagne de Formule 3 | Double R Racing                          | 3       | 0         | 0              | 0               | 0       | 32     | 21e        |
| 2018      | Championnat de Grande-Bretagne de Formule 3 | Double R Racing                          | 23      | 7         | 3              | 4               | 13      | 531    | Champion   |
| 2018-2019 | MRF Challenge Formula 2000                  | MRF Racing                               | 5       | 0         | 0              | 0               | 1       | 25     | 11e        |
| 2019      | Euroformula Open                            | Double R Racing                          | 18      | 0         | 1              | 1               | 2       | 144    | 5e         |
| 2019      | Euroformula Open Winter Series              | Campos Racing                            | 2       | 1         | 0              | 0               | 1       | 37     | Champion   |
| 2020      | Formule Régionale Amériques                 | Global Racing Group                      | 17      | 15        | 6              | 14              | 16      | 401    | Champion   |
| 2021      | Indy Lights Series                          | Global Racing Group with HMD Motorsports | 20      | 3         | 3              | 2               | 11      | 449    | 3e         |
| 2022      | Indy Lights Series                          | HMD Motorsports with Dale Coyne Racing   | 14      | 5         | 7              | 3               | 9       | 575    | Champion   |

### Résultats en IndyCar Series
| Saison | Écurie              | GP disputés | Pole positions | Victoires | Podiums | Meilleur tours | Points inscrits | Classement |
| ------ | ------------------- | ----------- | -------------- | --------- | ------- | -------------- | --------------- | ---------- |
| 2023   | Meyer Shank Racing  | 3           | 0              | 0         | 0       | 2              | 35              | 31e        |
| 2024   | Chip Ganassi Racing | 18          | 1              | 0         | 2       | 0              | 279             | 16e        |